# Зинаида Серебрјакова
Зинаида Јевгењевна Серебрјакова (девојачко Лансере) (рус. Зинаи́да Евге́ньевна Серебряко́ва, укр. Зінаїда Євгенівна Серебрякова;
Нескучне близу Харкова, 12. децембар [по јулијанском 30. новембар] 1884. – Париз 19. септембар 1967) била је украјинска,
касније француска,
сликарка. Била је међу првим женским совјетским сликаркама.

## Биографија и каријера

### Породица
Зинаида Серебрјакова је рођена 12. децембра [по јулијанском 30. новембра] 1884.. године у насељу Нескучне близу Харкова, данашња Украјина, у једној од изузетнијих и најкреативнијих породица у Руској Империји.
Зинаида је припадала уметничкој породици Беноит. Њен деда Николај Беноит био је познати архитекта, председник Друштва архитеката и члан Руске академије наука. Њен ујак, Александар Беноит, био је чувени сликар, оснивач уметничке групе „Свет уметности“ (рус. Мир искусства. Њен отац Јевгениј Николајевич Лансере, је био познати вајар, а мајка, која је била сестра Александра Беноита, је имала таленат за цртање. Један од Зинаидине браће, Николај Лансере, био је талентовани архитекта, као и њен други брат, Јевгениј Јевгењевич Лансере, који је заузимао важни место у руској односно совјетској уметности као мајстор монументалног сликарства и графике. Руско-енглески глумац и писац Петер Устинов је такође био у вези са њом.

### Младост
1900. године Зинаида је завршила женску гимназију (еквивалент гимназији и средњој школи), након ње, уписала је школу уметности коју је основала принцеза Марија Теншева. Студирала је 1901. године код Иље Рјепина и код портрет уметника Осипа Браза између 1903. и 1905. године. Између 1902. и 1903. године време је проводила у Италији а од 1905. до 1906. године је студирала на Академији Гран Шамер (фр. Académie de la Grande Chaumière) у Паризу.
Зинаида Серебрјакова се, 1905. године, удала за свог рођака, Бориса Серебрјакова, сина Јевгенијеве сестре, узевши његово презиме. Серебрјакова је отишла даље желећи да постане железнички инжењер.

### Срећне године
Од њених година младости, Зинаида Серебрјакова је тежила да изрази своју љубав према свету и да покаже његову лепоту. Њени рани радови, Сеоска девојка (1906, Руски музеј) и Цветни воћњак (1908, приватна колекција), сликовито говоре о њеној јасној свести лепоте руске земље и њеног народа. Ови радови су чинили студије из природе, иако је она била млада у то време, њен необичан таленат, самопоуздање и храброст су били очигледни.
Зинаиди је одато велико јавно признање за аутопортрет Иза врата (1909, Третјакова галерија), који је први пут приказан на великој изложби у организацији Савеза руских уметника у 1910. године. Након аутопортрета уследиле су слике Купачица (1911, Руски музеј), портрет Ј.К. Лансере (1911, приватна колекција) и портрет мајке уметника односно Јекатерина Лансере (1912, Руски музеј), већ зрели радови, строга према композицији.
Ушла је у покрет „Свет уметности“ 1911. године. Разликовала се од осталих чланова групе због своје склоности према популарним темама, хармонији и општег карактера њених слика.
Од 1914. до 1917. године Зинаида је била на врхунцу. Током тих година, она је произвела серију слика на тему руског живота, рад сељака и руског сеча, које су произашле из њених осећања: Сељани (1914–1915, Руски музеј), Успавана сељанка (приватна колекција).
Најважнији рад из серије радова је Избељивање ткива (1917, Третјакова галерија), показао је Зинаидин светли таленат као монументална уметница. Фигуре жена са села, приказаних на позадини неба, описују величину и снагу „ниског хоризонта“ у сликарству.
Када је 1916. године Александар Беноит добио налог за украшавање Казанске железничке станице у Москви, он позива Јевгенија Лансереа и Зинаиду Серебрјакову да му помогну. Зинаида је за тему сликања узела оријент Индије, Јапана, Турске и Сијама које су алегоријски представљене као прелепе жене. У исто време, она је насликала скицу из класичне митологије, али су оне остале недовршене.

### Револуција
Са почетком Октобарске револуције 1917. године, Серебрјакова је била на свом имању у родном селу Нескучне, када се цео њен живот одједном променио. 1919. године, њен муж Борис је преминуо од тифуса добијеног по затворима бољшевика. Остала је без икаквог примања заједно са своје четворо деце и болесном мајком. Све резерве у селу Нескучне, у коме је живела, су опљачкане, па је породица била у страху од глади. Морала је да одустане од сликања у корист мање скупих метода сликања оловком и угљем. Било је то време њеног најтрагичнијег сликања, слика Кућа карти, која приказује њено четворо деце сирочади.
Није хтела да се пребаци на футуристички стил, популарног правца уметности у том периоду совјетског сликарства, као ни да слика портрете комесара, међутим, она проналази посао у Археолошком факултету у Харкову, где оловком црта скице експоната. У децембру 1920. године сели се у дедин стан у Санкт Петербург. Након Октобарске револуције, становници приватних станова су били приморани да се одселе заједно са осталим становницима. Зинаида је имала среће – премештена је заједно са уметницима московског Уметничког позоришта. Дакле, њен рад је у том периоду био фокусиран на позоришни живот. Такође, у исто време, Зинаидина ћерка Татјана, бива примљена у Балетску академију, након чега је Зинаида отворила низ пастела у позоришту Марински.

### Париз
У јесен 1924. године Серебрјакова се преселила у Париз, добивши понуду за сликање великих декоративних мурала. На крају тог посла она намерава да се врати у Совјетски Савез, у којем су њено четворо деце и њена мајка. Међутим, она није успела да се врати, иако је била у могућству да доведе двоје млађе деце, Александра и Катарину, у Паризу 1926. и 1928. године. Сходно томе, она није могла да уради исто и за њено двоје старије деце, Јевгенија и Татјану, којих се, испоставило се, неће видети годинама.
Након тога, Зинаида је много путовала. 1928. и 1930. године путује у Африку, посетивши Мароко. Очарали су је пејзажи северне Африке, решивши да слика Атласке планине као и жене, африканке и арапкиње, у народним ношњама. Такође је насликала циклус посвећен Бретањским рибарима. Обележје њеног каснијег рада, обележено пејзажима и портретима, уметника као што је она сама, је њена љубав према лепоти, небитно да ли је осликана у природи или самим људима.
Зинаида Серебрјакова прихвата француско држављанство 1947. године одмах након Хрушчовог одмрзавања, када јој је совјетска влада дозволила да обнови контакт са породицом у СССР-у. 1960. године, након 36 година раздвојености, њена старија ћерка Татјана (Тата) добија дозволу за посету мајци. У то време, Татјана је радила као уметник, осликавајући пејзаже за Московско уметничко позориште.
Зинаидини радови су, на крају, изложени у Совјетском Савезу 1966. године у градовима Москви, Лењинграду и Кијеву и то са великим успехом. Њени радови су продати у милионским тиражима, приликом чега се изједначава са Ботичелијем и Реноаром. Међутим, иако је донела близу 200 радова, који ће бити приказани у Совјетском Савезу, највећи део њених радова остају у Француској и данас.
Зинаида Серебрјакова је преминула у 19. септембра 1967. године у Паризу, у 86-ој години живота. Сахрањена је у Паризу, на руском гробљу у Сент Женејев де Боау.

## Галерија
- Слике Зинаиде Серебрјакове
- Купачица, 1911. година
- Купачице, 1913. година
- Купачице, 1912. година
- Саднице јесење сетве, 1908. година
- Тераса у пролеће, акварел, 1900. година
- Јабуке на гранама, 1910. година